# Republica (band)
Republica is een Britse band die bestond uit Samantha Sprackling (Lagos (Nigeria), 3 juni 1968), Andy Todd, Johhny Male (1963), David Barbarossa en Tim Dorney (1965). De groep maakte britpop met een sterke invloed uit de dancemuziek. De band is vooral bekend van de hit Ready To Go.

## Geschiedenis
Republica werd in 1993 opgericht door Todd en Dorney. De twee komen elkaar tegen in de studio waar ze voor een andere band werken. Nadat hun eerdere band uiteen valt, besluiten ze samen verder te gaan. Daarna werden Johhny Male en David Barbarossa aan de groep toegevoegd. Als zangeres wisten ze Samantha Sprackling aan zich te verbinden. Zij gebruikte Saffron als artiestennaam en was eerder zangeres bij de band N-Joi en zong voor het album Drums Are Dangerous (1994) van Drum Club. De groep begon aanvankelijk met de dance georiënteerde single als Out Of This World (1993) waarmee ze een deal bij Deconstruction Records weten te krijgen. Een jaar later verschijnt Bloke (1994). Daarna verschuift de band echter meer richting de britpop met danceinvloeden. Zelf noemen ze het technopop-punkrock. In de zomer van 1996 verscheen het album Republica. Hiervan werd de single Ready To Go een wereldhit. Saffron was in 1997 ook te gast op het album The Fat of the Land van The Prodigy.
In 1997 verliet Barbarossa de groep en werd vervangen door Pete Riley. Ook Todd verliet de groep dat jaar. De overgebleven leden namen het album Speed Ballads (1998) op. Dit flopte echter doordat Deconstruction Records financieel in de problemen was gekomen. De band raakte vervolgens in de vergetelheid. In 2001 werd Republica opgeheven. Saffron verscheen zo nu en dan nog weleens op een track zoals Just Say Yes (The Cure, 2001), Beauty That Never Fades (Junkie XL, 2002), Colombia (Tarantella, 2003) en Got What You Paid 4 (Carl Cox, 2005). Todd werd actief als songwriter en schreef muziek voor Kylie Minogue en S Club 7.
In 2008 werd Republica opnieuw opgericht. Ditmaal met Conor Lawrence als drummer. Ze gaven weer liveshows en er werd nieuw materiaal opgenomen. De Christina Obey ep (2013) was daarvan de eerste release. Ook werd in eigen beheer het livealbum Live At The Astoria - 28th October 1998 uitgebracht.

## Discografie

### Hitnoteringen
| Single met eventuele hitnotering(en) in de Nederlandse Top 40 | Datum van verschijnen | Datum van binnenkomst | Hoogste positie | Aantal weken | Opmerkingen                      |
| ------------------------------------------------------------- | --------------------- | --------------------- | --------------- | ------------ | -------------------------------- |
| Ready To Go                                                   | 1996                  | 19-04-1997            | 19              | 7            | #25 in de Mega Top 100 / Megahit |

| Single met hitnotering(en) in de Vlaamse Ultratop 50 | Datum van verschijnen | Datum van binnenkomst | Hoogste positie | Aantal weken | Opmerkingen |
| ---------------------------------------------------- | --------------------- | --------------------- | --------------- | ------------ | ----------- |
| Ready To Go                                          | 1996                  | 12-04-1997            | tip8            |              |             |

### Albums
- Republica (1996)
- Speed Ballads (1998)
- Live At The Astoria - 28th October 1998 (2013)

### Singles en ep's
- Out Of This World (1993)
- Bloke (1995)
- Holly (1995)
- Drop Dead Gorgeous (1996)
- Ready To Go (1996) (Megahit Radio 3FM week 14 1997)
- From Rush Hour With Love (1998)
- Try Everything (1998)
- Christina Obey ep (2013)